# Sistema Integrado de Transporte de Lima y Callao (SIT)
El Sistema Integrado de Transporte de Lima y Callao (SIT) es un sistema de transporte público urbano que opera en Lima Metropolitana, conformada por las ciudades de Lima y Callao. Su administración está a cargo de la ATU.

## Historia

### Sistema Integrado de Transporte de Lima

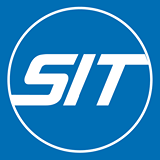
Logotipo del SIT implementado en 2014 (usado mínimamente por el cambio de imagotipos en 2022)

Sus orígenes se remontan a junio de 2011, cuando se emitió la ordenanza municipal N° 1538, que congelaba el padrón vehicular de transporte público. Con esta medida, se lograba que ningún otro vehículo menor, furgoneta o microbús, sea inscrito para transporte de pasajeros en la Gerencia de Transporte Urbano (GTU), actual Autoridad de Transporte Urbano (ATU), de la Municipalidad Metropolitana de Lima (MML).
Un año después, en junio de 2012, se dispuso la creación del primer SIT por ordenanza municipal N° 1613. Por ese entonces, el enfoque del sistema era la implementación de los actuales corredores complementarios, cuya competencia estaba limitada a la provincia de Lima. Muchas empresas de transporte público autorizadas por la GTU se consorciaron para poder participar en las licitaciones de rutas bajo los requerimientos establecidos por Protransporte (actual ATU), la entidad municipal encargada de este proceso.
La implementación de los corredores no estuvo exenta de problemas, pues varias de las rutas autorizadas por la municipalidad del Callao circulaban por avenidas limeñas y tenían que ser recortadas o desviadas. Ante ello, se hizo evidente el reclamo público de los transportistas chalacos a la entonces alcaldesa de Lima Susana Villarán.
En 2014 la alcaldesa Villarán anunció que se realizará el corredor vial para dar inicio a la reforma de transporte.

### Como parte de la ATU
Su definición como tal aparece por primera vez en el artículo 4 de la Ley N.° 30900, promulgada en diciembre de 2018.

Sistema Integrado de Transporte: Sistema de transporte público de personas compuesto por las distintas clases o modalidades del servicio de transporte reconocidas en la normatividad vigente, que cuenta con integración física, operacional y tarifaria, así como de medios de pago.

En 2023, solo 11 distritos de los 43 que conforman la provincia de Lima estuvieron conectados con la línea de bus rápido conocida como Corredor Metropolitano.

### Partes
- Metro de Lima y Callao (METRO)
- Metropolitano (BUS)
- Corredores Complementarios (BUS)
- Transporte Público Tradicional de Lima y Callao
- Servicio de Taxi Metropolitano de Lima y Callao (TAXI)
- Red de Ciclovías de Lima Metropolitana - Bicicletas (CICLO)
- Teleféricos de Lima (próximamente)